# برنارد غارفيلد
برنارد غارفيلد (بالإنجليزية: Bernard Garfield) هو عازف وملحن وموسيقي أمريكي، ولد في 1924 في بروكلين في الولايات المتحدة.

## وصلات خارجية
- برنارد غارفيلد على موقع ميوزك برينز (الإنجليزية)
- برنارد غارفيلد على موقع ديسكوغز (الإنجليزية)